# Snits
Snits (neerlandès: Sneek) és una ciutat de la província de Frísia, als Països Baixos. Té 32.932 habitants. Limita al nord-est amb Boarnsterhim, a l'oest amb Wymbritseradiel i al sud-est amb Skarsterlân. Des de l'1 de gener de 2011 forma part del municipi de Súdwest-Fryslân.

## Nuclis de població
Els principals centres de població del terme municipal, segons el cens neerlandès del 2004, eren:

## Població

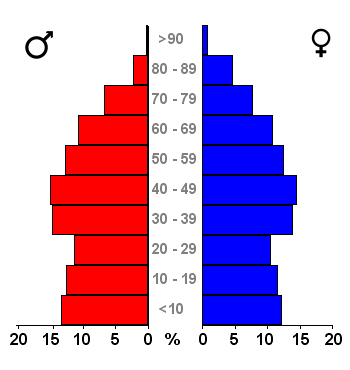
Piràmide de població de Snits

## Costums
Va rebre l'estatut de ciutat el 1456, i és força coneguda pel seu port de mar, ja que cada any s'hi celebra un festival mariner. També és una de les onze ciutats frisones que celebra l'Elfstedentocht. S'hi parla un dialecte urbà neerlandès amb fortes influències frisones.

## Administració
El consistori, després de les eleccions municipals de 2007, estava dirigit pel liberal Arno Brok. El consistori municipal constava de 23 membres, compost per:
- Partit del Treball, (PvdA) 8 escons
- Crida Demòcrata Cristiana, (CDA) 5 escons
- Partit Socialista, (SP) 3 escons
- Partit Popular per la Llibertat i la Democràcia, (VVD) 3 escons
- Partit Nacional Frisó, (FNP) 2 escons
- GroenLinks, 1 escó
- ChristenUnie, 1 escons

## Agermanaments
- Kurobe

## Personatges il·lustres
- Pier Gerlofs Donia, corsari i heroi nacional frisó
- Willem de Sitter, astrònom
- Pieter Sjoerds Gerbrandy, primer ministre dels Països Baixos

## Galeria d'imatges

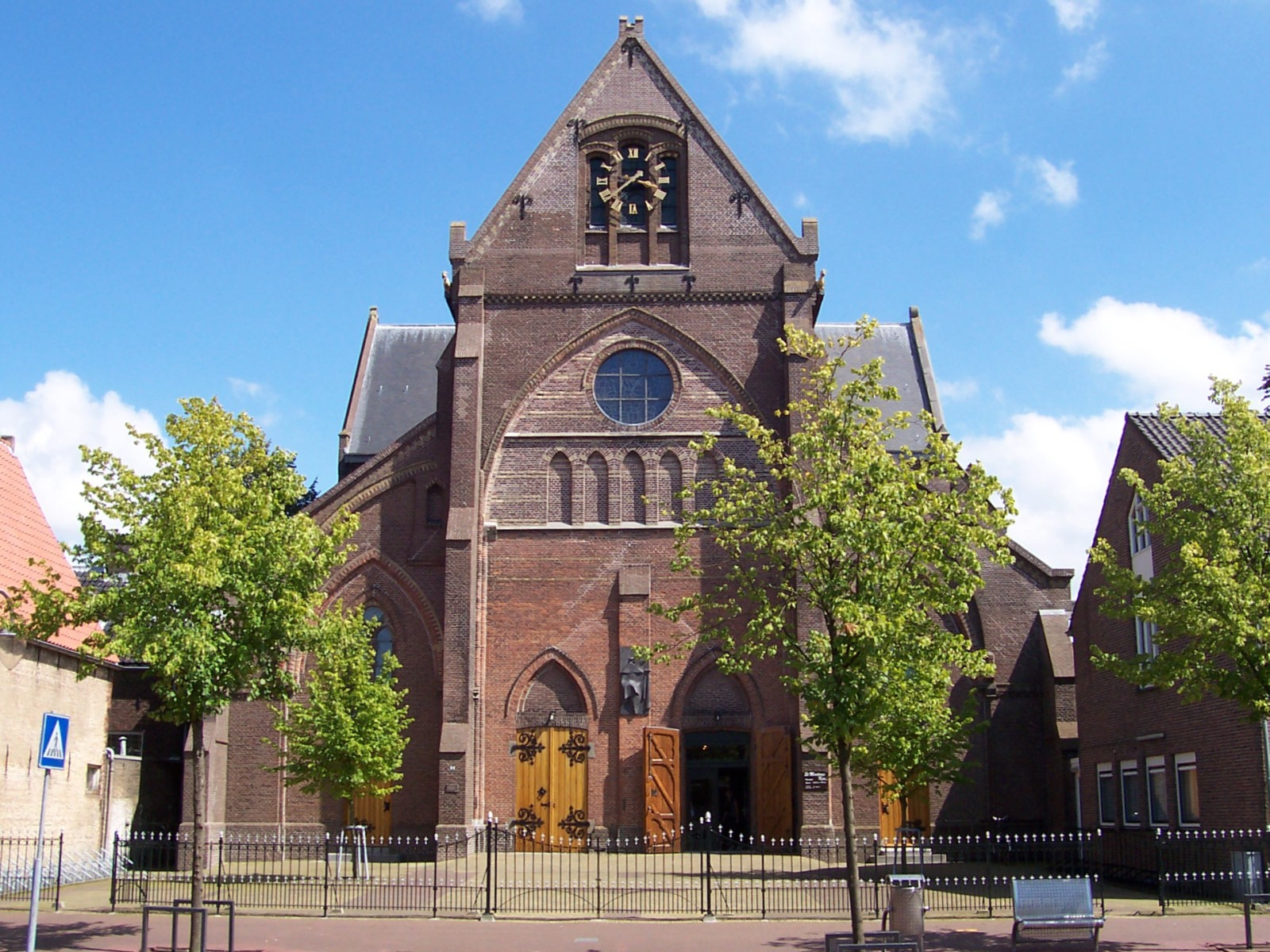
Sint-Martinustsjerke
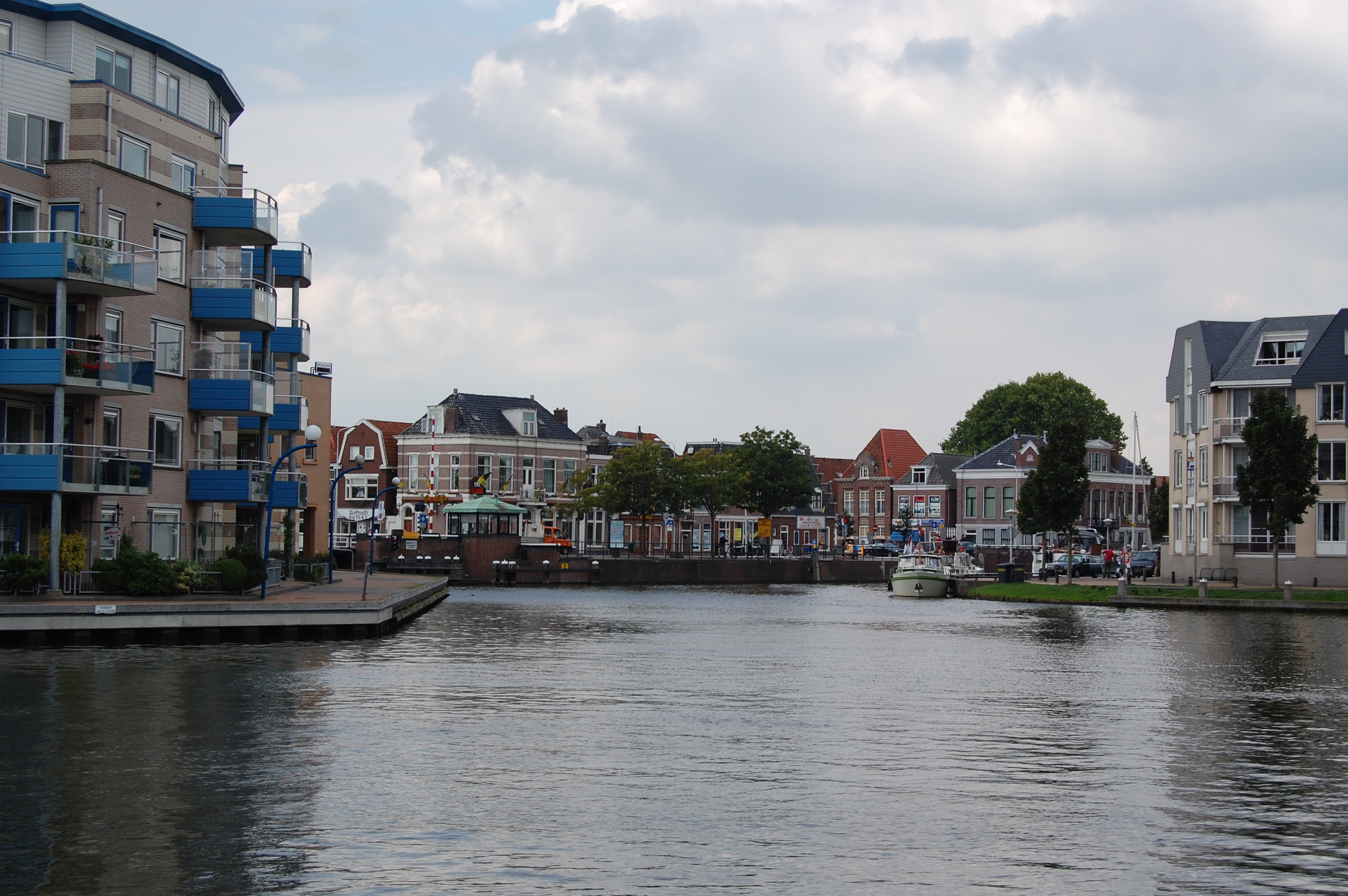
El Zomerrak
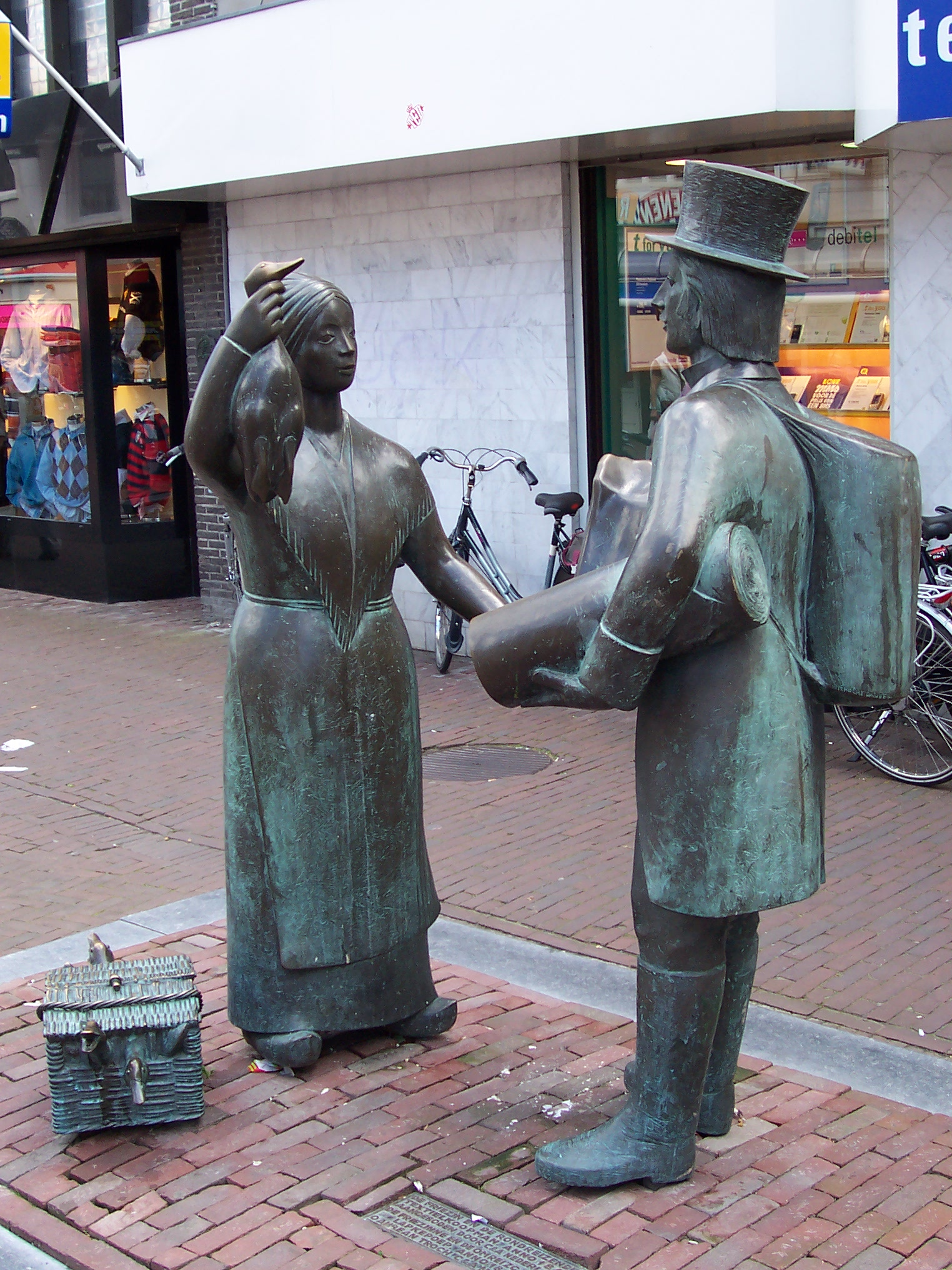
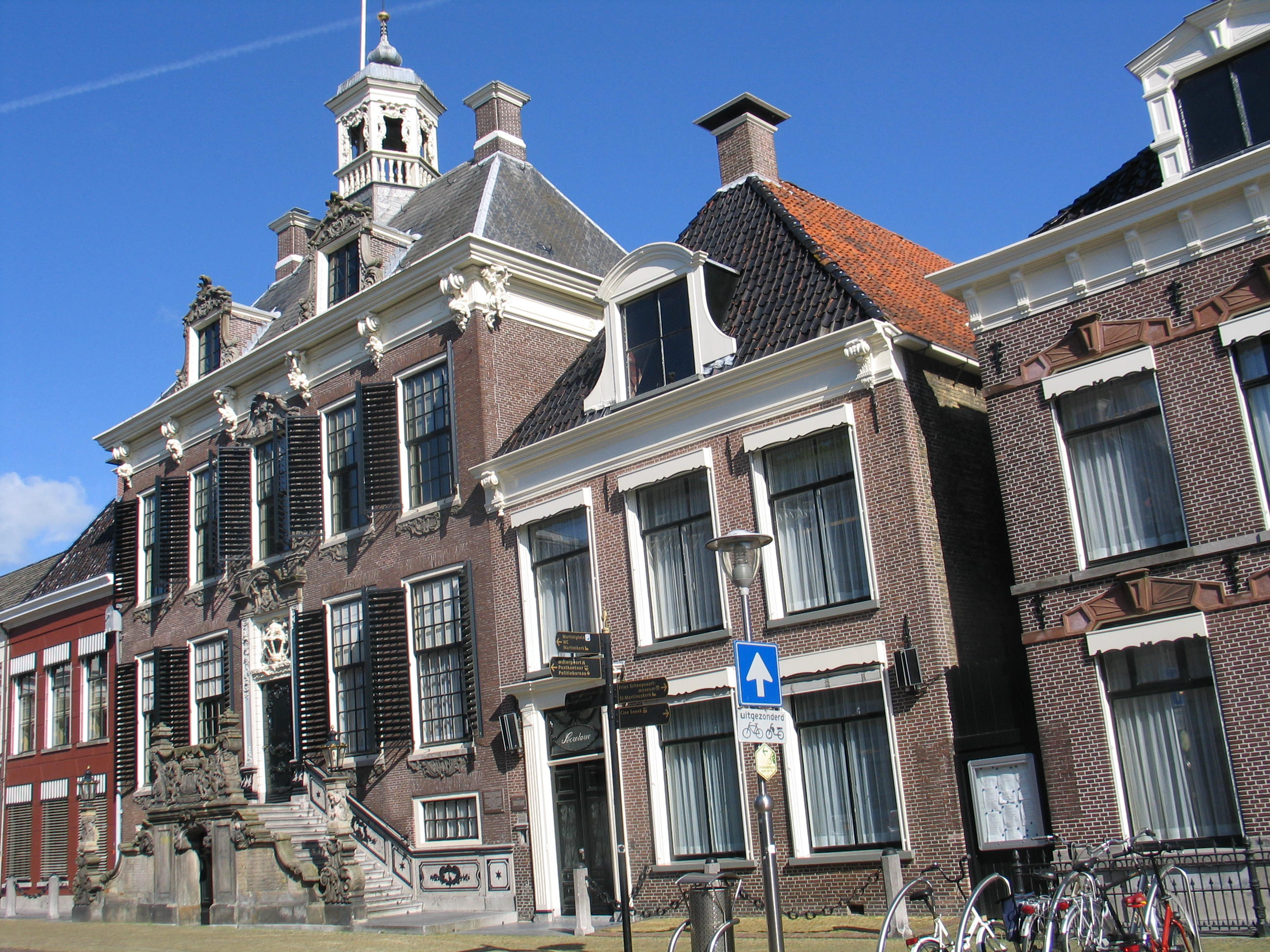
Ajuntament